# Coenosia ghilarovi
Coenosia ghilarovi este o specie de muște din genul Coenosia, familia Muscidae, descrisă de Anatolii Mikhailovich Lobanov în anul 1988. Conform Catalogue of Life specia Coenosia ghilarovi nu are subspecii cunoscute.